# Козлов (Волынская область)
Козлов (укр. Козлів) — село в Локачинской поселковой общине Владимирского района Волынской области Украины.
До 2020 года входило в Локачинский район.
Код КОАТУУ — 0722483401. Население по переписи 2001 года составляет 431 человек. Почтовый индекс — 45533. Телефонный код — 3374. Занимает площадь 1698 км².